# Lorsque j'étais une œuvre d'art
Lorsque j'étais une œuvre d'art est un roman de l'écrivain français Éric-Emmanuel Schmitt. Il a été publié aux Éditions Albin Michel en 2002.

## Thème
Le roman revisite le mythe de Faust,. Pour certains lecteurs ou chroniqueurs, le roman fait également écho à l'histoire de Frankenstein de Mary Shelley.

## Résumé
Dans un État insulaire, Tazio, le frère cadet des jumeaux Firelli, deux mannequins célèbres d'une grande beauté, a décidé, à vingt ans, de se suicider en se jetant du haut d'une falaise, puisqu'il se trouve laid, banal et médiocre, dans l’ombre de ses frères, connus dans le monde entier pour leur beauté. Il en est empêché par la proposition de Zeus-Peter Lama, un artiste qui lui demande 24 heures pour changer sa vie. L'artiste contemporain exubérant lui propose de faire disparaître complètement son ancienne et déprimante vie, et de faire de lui une sculpture vivante nommée Adam bis,. Le personnage va ensuite soumettre sa volonté à Zeus-Peter Lama qu’il appelle son « bienfaiteur » et va se laisser transformer. Son corps va être totalement transformé et déshumanisé pour devenir une « œuvre d’art ». Sa rencontre avec un autre artiste, le peintre Carlos Hannibal, va lui faire adopter une autre vision du monde : lui et sa fille Fiona l'encouragent et lui donnent la volonté de reconquérir et réclamer son droit à la vie et à la liberté.

## Personnages
- Le narrateur : Tazio Adam Firelli, âgé de 20 ans, suicidaire et inexistant, qui deviendra la sculpture vivante Adam bis.
- Zeus-Peter Lama : artiste contemporain de renommée médiatique mondiale, marginal, autoritaire et fin manipulateur.
- Le docteur Fichet : docteur légiste forcé de travailler pour Zeus à cause de ses dettes de jeu.
- Carlos Hannibal : grand peintre de l'invisible, vit près de la résidence de Lama.
- Fiona Hannibal : fille du peintre Carlos Hannibal, femme d'Adam.
- Enzo et Rienzi Firelli : frères de Tazio, considérés comme les plus beaux hommes du monde.
- Zoltan : chauffeur de Zeus-Peter Lama.
- Titus : domestique de Zeus-Peter Lama.

## Éditions
Édition imprimée originale
- Éric-Emmanuel Schmitt, Lorsque j'étais une œuvre d'art, Paris, éd. Albin Michel, 21 août 2002, 294 p., 145mm x 225mm (ISBN 978-2-226-10955-2).

Édition imprimée au format de poche
- Éric-Emmanuel Schmitt, Lorsque j'étais une œuvre d'art, Paris, Librairie générale française, coll. « Le Livre de poche », 1er septembre 2004, 256 p., 18 cm (ISBN 978-2-253-10958-7).